# Seuversholz
Seuversholz (auf bayerisch: „Scheiwaschoiz“) ist ein Gemeindeteil von Pollenfeld und eine Gemarkung im oberbayerischen Landkreis Eichstätt.

## Lage
Das Kirchdorf liegt auf der Hochfläche der Südlichen Frankenalb nördlich des Altmühltales. Durch das Dorf führen die Staatsstraßen 2047 und 2228.
Auf der Gemarkung liegen die Orte Seuversholz und Ziegelhütte. Die benachbarten Gemarkungen sind Petersbuch, Pollenfeld, Weigersdorf, Workerszell und Raitenbuch.

## Geschichte

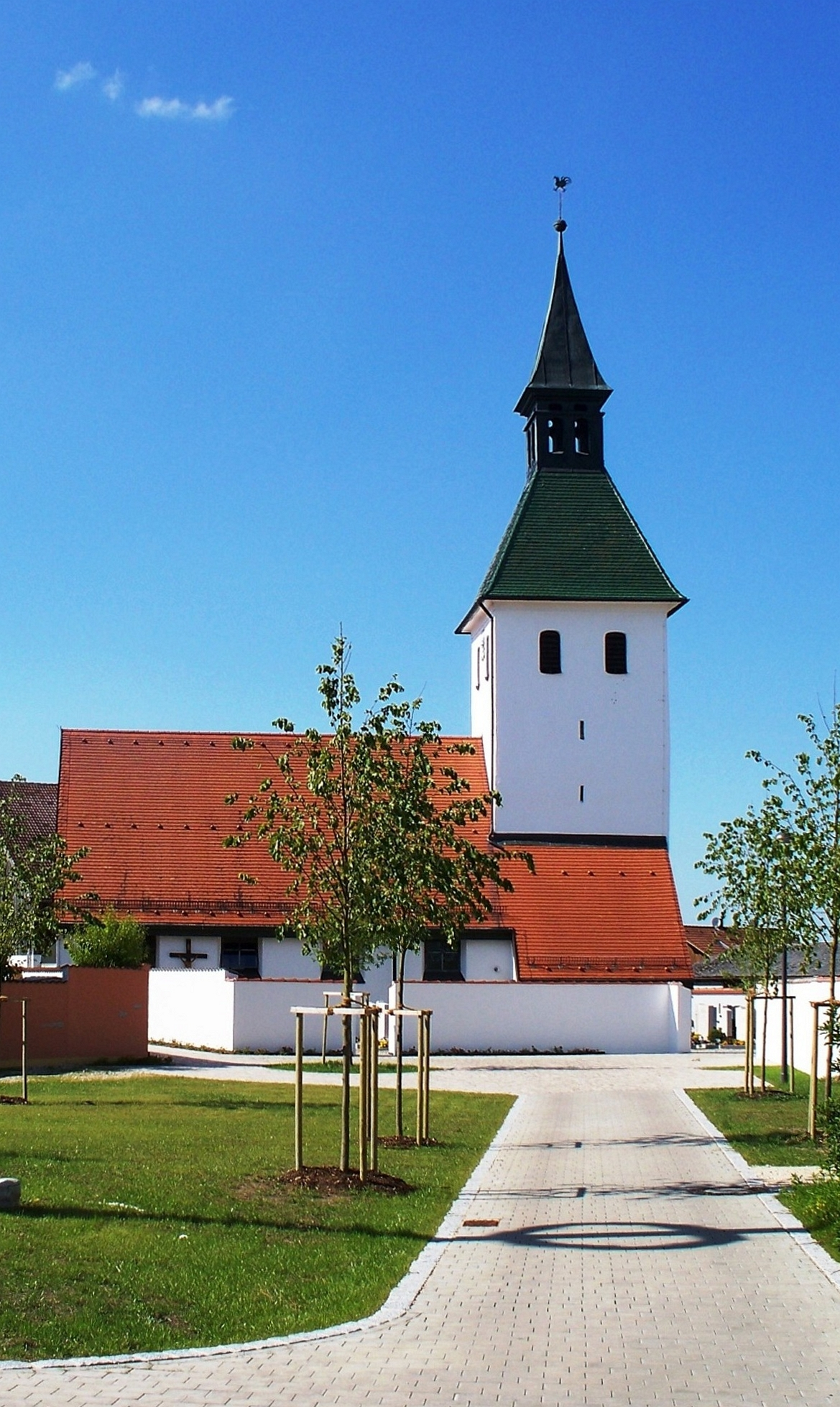
Die Kirche von Seuversholz

„Sigewnesholz“ (wohl nach dem Personennamen Sigewin) ist 1080 anlässlich der Wildbannschenkung durch König Heinrich IV. an den Eichstätter Bischof Udalrich erstmals urkundlich erwähnt. Um 1150 ist mit Pillunk von „Sivenholz“ eine Ortsadeliger als Zeuge in einer Urkunde des Augustiner-Chorherren-Klosters Berchtesgaden genannt. 1239 lässt sich Besitz des Augustiner-Chorherren-Stiftes Rebdorf in „Sidensholz“ nachweisen. In der Auseinandersetzung um das Hirschberger Erbe nach dem Aussterben der Grafen von Hirschberg mit Graf Gebhard VII. wurde das Dorfgericht Seuversholz 1306 dem Reich zugesprochen. 1465 erhielt der Eichstätter Bischof Seuversholz mit Vogtei und Gericht als Reichslehen von Stephan Schenk von Geyern; 1484 übergab das Eichstätter Domkapitel seine Güter zu „Seibersholz“ dem Bischof Wilhelm von Reichenau, der 1486 durch Tausch auch in den Besitz der Rebdorfer Güter von Seuversholz gelangte. Der bischöfliche Besitz unterstand bis zur Säkularisation dem Hofkastenamt des Mittleren Hochstifts Eichstätt. Auch das Eichstätter Willibaldschorstift, der Eichstätter Siechhof und das Eichstätter Stadtkastenamt hatten Besitz in Seuversholz. Im Dorf saß ein bischöflicher Förster. Zusammen mit sechs anderen Orten bildete Seuversholz eine der drei Ehehaften im Amt der Landvogtei Eichstätt.
Das Amt des Hochstiftes Eichstätt fiel im Reichsdeputationshauptschluss 1803 mit dem größten Teil des hochstiftischen Gebietes, darunter auch Seuversholz, an das Fürstentum Eichstätt des Erzherzogs Ferdinand von Toskana. Seit den Friedensverträgen von Brünn und Preßburg von 1805 gehörte der Ort zum königlich bayerischen Landgericht Eichstätt und bildete 1808 zusammen mit der nahen Ziegelhütte des ehemaligen Hofkastenamtes, mit Weigersdorf und mit dem ehemaligen herzöglichen Gestüt Geländer (heute Gasthaus mit Wildschweingehege) den Steuerdistrikt Seuversholz. In der Leuchtenberger Zeit wurde 1819 aus Seuversholz mit seinen 50 Häusern, in den 251 Personen wohnten, und Weigersdorf mit seinen 17 Häusern und 104 Bewohnern eine politische Gemeinde gebildet; 1824 erlangten die beiden Orte wieder ihre Selbständigkeit. 1870 erbaute man ein neues Schulhaus.
1902 gründete sich ein Spar- und Darlehenskassenverein Seuversholz (seit 1977 Raiffeisenbank Seuversholz-Eichstätt eG), der ein Lagerhaus errichtete. 1949 bis 1955 wurde eine Flurbereinigung mit Flurtausch mit Pollenfeld durchgeführt. Am 1. Januar 1972 wurde Seuversholz in die Gemeinde Pollenfeld eingegliedert. Die Gemeinde Seuversholz bestand 1961 aus den beiden Orten Seuversholz und Ziegelhütte und hatte eine Fläche von 830,53 Hektar. Ihre Einwohnerzahl lag bei 339, davon 330 im Kirchdorf Seuversholz. Seit der Kreisgebietsreform, die am 1. Juli 1972 in Kraft trat, gehört Pollenfeld dem oberbayerischen Landkreis Eichstätt in seiner neuen, wesentlich vergrößerten Gestalt an. 1981 feierte Seuversholz sein 900-jähriges Bestehen. 1983 gab es in Seuversholz bei 383 Einwohnern unter anderem zwölf landwirtschaftliche Vollerwerbs- und 30 Nebenerwerbsbetriebe.

## Kath. Filialkirche St. Nikolaus
Die Filialkirche von Pollenfeld wurde 1564 neu gebaut und 1698 erweitert. Der Turm mit seinem Helm mit vierseitiger Laterne ist typisch für den Eichstätter Hofbaumeister Jakob Engel. 1698 bekam die Kirche auch einen neuen Hochaltar, während der alte Hochaltar als Seitenaltar eine weitere Verwendung fand. 1882 wurden im Zuge einer Verlängerung des Kirchenschiffs die Kanzel, ein Werk des Stuckateurs Franz Xaver Horneis von 1743, beseitigt und ein zweiter Seitenaltar aufgestellt. 1863 bis 1867 wurden die drei Altäre erneuert. 1973 wurde die Kirche bis auf den spätbarocken Turm abgerissen und 1974 das Langhaus nach Plänen von Max Breitenhuber errichtet. Eine Sakramentsnische stammt aus der Frühzeit des 15. Jahrhunderts, die übrige Ausstattung ist spätgotisch und barock. Das im Nazarenerstil gehaltene Bild des Kirchenpatrons am Hauptaltar aus der Mitte des 19. Jahrhunderts wurde 2008 renoviert.

## Weitere Baudenkmäler

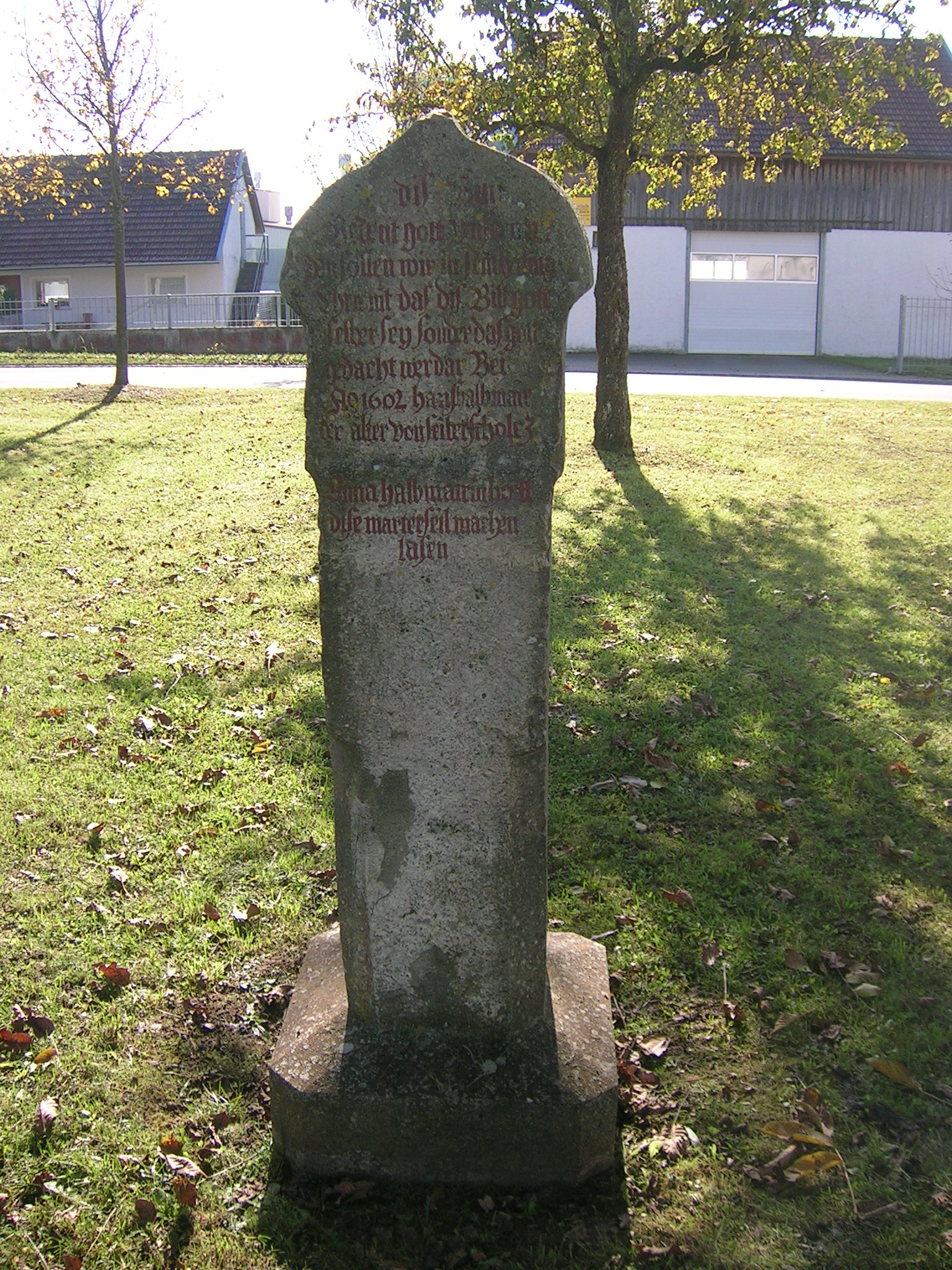
Bildstock neben der Kapelle St. Marien

In die amtliche Liste der Denkmäler sind neben der Filialkirche folgende sechs Objekte eingetragen:
- Bildstock neben der Kapelle St. Marien, bezeichnet mit dem Jahr 1602
- Ehemaliges Gasthaus, Dorfstraße 2, erbaut 1864
- Kapelle St. Marien, 1848 erbaut.
- Bildstock an der Straße nach Petersbuch, 19. Jahrhundert, Bilder aus jüngerer Zeit.
- Steinmarterl von 1588 an der Straße von Seuversholz nach Pollenfeld, 2009 restauriert.
- Kleinhaus, Osterstraße 12, im Kern um 1600.

Als weitere Denkmäler wurden errichtet:
- Kapelle an der Ziegelhütte, 1956 erbaut.
- Feldkreuz an der Ziegelhütte, 1877 errichtet.
- Das Kriegerdenkmal wurde 1997 neu errichtet.

## Vereine
- Freiwillige Feuerwehr (gegründet 1880)
- Garten- und Landschaftspflegeverein
- Bergschlag-Böllerschützen (gegründet 1988)
- Seuversholzer Hütt’n
- Katholischer Burschenverein
- Jagdgenossenschaft

## Persönlichkeiten
- Georg Sailer, General und Kaiserlicher Rat, * 1675 als Wirtssohn in Seuversholz, † in Wien